# 本田凜
本田 凜（ほんだ りん、2003年7月9日 - ）は、日本の女子バレーボール選手である。

## 来歴
福島県田村市出身。中学1年からバレーを始め、3年生で全国都道府県対抗中学大会に福島県代表として出場。
郡山女子大学附属高等学校では佐藤浩明の指導を受け、3年連続で全日本高等学校選手権大会（春高バレー）に出場。
高校卒業後、筑波大学に進学。
2022年アジアU20選手権の日本代表に選出され、試合にも出場。金メダルを獲得した。
2023年世界U21選手権の日本代表に選出され、試合にも出場。4位に終わった。
2024年8月、ユニバーシアード日本代表として東アジア地区選手権に出場し、銀メダルを獲得した。
2025年の第73回黒鷲旗で優勝し、黒鷲賞とベスト6を受賞した。
2025年、日本代表登録メンバーに初選出された。また、ワールドユニバーシティゲームズ日本代表に選出され、銀メダルを獲得した。

## 球歴
- U20・U21日本代表
  - アジアU20選手権 - 2022年
  - 世界U21選手権 - 2023年
- ユニバーシアード日本代表
  - 東アジア地区選手権 - 2024年（銀メダル）
  - ワールドユニバーシティゲームズ - 2025年（銀メダル）
- 日本代表（2025年）

## 受賞歴
- 2023年 - 第70回全日本インカレ スパイク賞
- 2024年 - 春季関東大学1部リーグ スパイク賞
- 2024年 - 第71回全日本インカレ ブロック賞
- 2025年 - 第73回黒鷲旗 黒鷲賞・ベスト6
- 2025年 - 第44回東日本インカレ 最優秀選手賞

## 所属チーム
- 郡山女子大学附属高等学校
- 筑波大学（2022-2026年）